# O-I
L'O-I è stato un prototipo di carro armato superpesante sviluppato dall'Impero giapponese nel corso del 1944. Esso si rifaceva a un programma tecnico concepito per disporre di un carro armato pesante da impiegare contro la più meccanizzata Armata Rossa in Manciuria e Mongolia; questo progetto decadde dopo il 1940 e fu ripreso nella fase finale della seconda guerra mondiale. Probabilmente ne fu assemblato un solo esemplare, armato con un cannone da 105 mm, quattro torrette secondarie e dotato di una massiccia corazzatura: i costi in termini di tempo, risorse e manodopera convinsero però a metterlo da parte. Non è noto cosa ne sia avvenuto una volta terminato il conflitto.

## Storia

### Sviluppo
In seguito alla sconfitta nella battaglia di Khalkhin Gol nel settembre 1939 inflitta a opera dell'Armata Rossa, l'Esercito imperiale nipponico inoltrò una specifica segreta all'Ufficio tecnico per la costruzione di "un gigantesco carro armato che possa fungere da fortezza semovente nelle pianure della Manciuria", all'epoca uno stato fantoccio nelle mani dell'Impero giapponese. Il prototipo, consegnato nel 1940 dalla Mitsubishi, pesava circa 100 tonnellate ed era molto simile al carro armato pesante Type 95, eccettuate le dimensioni e il cannone in torretta, un Type 92 da 105 mm che era stato collaudato sullo scafo modificato di un Type 95. Erano inoltre presenti almeno due torrette ausiliarie (una anteriore e una posteriore), ma il loro numero non è certo. Durante i collaudi le sospensioni a molloni elicoidali si rivelarono inadeguate e cedettero: il programma fu soppresso e il veicolo fu demolito. Nel corso del 1944 la guerra nel Pacifico e in Asia, intrapresa con successo alla fine del 1941, era sempre più sfavorevole per il Giappone e la disperazione serpeggiava tra i vertici militari. Notizie frammentarie giunte dalla Germania nazista sullo sviluppo di carri armati superpesanti convinsero l'esercito a riattivare il vecchio progetto del 1939 e aggiornarlo: il mezzo fu designato "O-I" (significato ignoto), ritenne il cannone Type 92 ma fu equipaggiato con un quattro torri secondarie e due motori d'aereo modificati, gli unici capaci di spingere l'enorme veicolo pesante oltre 100 tonnellate.

### Produzione
Completati i disegni, la fabbricazione di un prototipo fu affidata nuovamente alla Mitsubishi, che tuttavia non riuscì a completarlo per la disastrosa situazione economico-militare del paese, strangolato da un solido blocco operato dalla flotta di sommergibili statunitensi. L'esistenza di un telaio parzialmente assemblato è confermata da un'altra fonte. Altre notizie riportano invece che l'O-I fu interamente costruito e consegnato.

### Impiego operativo
Il carro non fu adoperato in battaglia, ammesso che sia stato completato. Una fonte afferma che fu trasportato in Manciuria via nave, dove se ne persero le tracce: questa notizia è frutto della testimonianza di uno degli ingegneri che faceva parte della squadra tecnica incaricata del progetto. Non è mai stata ritrovata (se esiste) alcuna foto di un simile carro armato e le poche raffigurazioni note sono da considerarsi bozze e/o versioni artistiche, che non necessariamente ritraggono con esattezza l'O-I.

## Caratteristiche
Il carro armato superpesante O-I era lungo nel complesso 10,10 metri e alto 4 metri; il solo scafo era alto 2,50 metri. La larghezza è stata stimata in 4,20 metri. L'equipaggio addetto alla manovra e impiego di un simile mezzo era previsto fosse formato da undici uomini: accedevano all'interno attraverso tre portelli in torretta, due sul cielo e uno sul lato posteriore. Si ritiene che la corazzatura di quest'ultima fosse spessa 150 mm o 200 mm su fronte, lati e retro. Per lo scafo si sa che aveva una corazzatura frontale da 200 mm e laterale da 110 mm: non è però chiaro se fosse in un pezzo unico oppure formata da una protezione spessa 75 mm con lastre aggiunte da 35 mm.
L'armamento principale era costituito da un singolo cannone Type 92 da 105 mm lungo 45 calibri (L/45), ricavato dal pari calibro pezzo campale. La canna lunga 4,72 metri presentava una rigatura destrorsa a 32 linee; il peso complessivo del cannone (5 tonnellate) aveva forzato a riprogettare la torretta dove era installato, posta al centro dello scafo. La velocità iniziale arrivava a 765 m/s/900 m/s; erano disponibili un proiettile ad alto esplosivo (46 chili, dei quali 30 di carica separata) e uno perforante, che dalla distanza di 1 000 metri perforava lastre d'acciaio spesse 175 mm. La gittata massima dell'arma arrivava a 18 200 metri.
Sullo scafo anteriore si trovavano altre due torrette, leggermente disassate a sinistra. Una ospitava un cannone anticarro Type 1 da 47 mm L/48 e l'altra era armata con una mitragliatrice leggera Type 97 da 7,7 mm. Due ulteriori torrette erano state installate su un pianale posteriore, ciascuna dotata di una mitragliatrice Type 97. Il cannone Type 1 era un pezzo di buone prestazioni e con la granata perforante (810 m/s) era capace di perforare una lastra spessa 55 mm a 100 metri, 40 mm a 500 metri e 30 mm a 1 000 metri; l'alzo era compreso tra -15° a +20°. La scorta di munizioni trasportabili ammontava a 7 470 cartucce, 100 granate da 47 mm e sessanta da 105 mm.
Nello scafo posteriore, sistemati longitudinalmente lungo le due fiancate, erano stati installati due motori aeronautici BMW, costruiti su licenza come Type 98 e modificati per il particolare impiego: erano apparati diesel da 12 cilindri a V ciascuno, eroganti a testa una potenza di 550 hp a 1 500 giri al minuto e già usati sul carro armato medio Type 5 Chi-Ri, anch'esso allo stadio di prototipo. Erano collegati a un cambio a cinque marce, la cui inserzione avveniva a mezzo di una grossa leva che si trovava tra le gambe del pilota: era necessario usare entrambe le mani per cambiare marcia. La trasmissione associata era identica a quella del carro armato medio Type 97 Chi-Ha ed era stata soltanto maggiorata nelle sue componenti per resistere alle grandi sollecitazioni meccaniche. La velocità massima è stata calcolata essere pari a 24 km/h. La manutenzione era possibile grazie ad ampi portelli e sembra che fosse stata prevista la possibilità di agganciare fusti di carburante allo scafo posteriore.
Il treno di rotolamento per questo massiccio scafo era formato da molloni elicoidali vincolati a carrelli, che raggruppavano le otto ruote portanti. I cingoli erano larghi 900 mm per una distribuzione ottimale del peso, tuttavia la pressione specifica al suolo era pari a 1,20 kg/cm². Nel complesso l'O-I pesava 120/150 tonnellate.

## Versioni
Fu elaborata una variante ancor più massiccia dell'O-I denominata "Carro Ultrapesante Sperimentale": questa variante avrebbe avuto un ulteriore cannone da 37 mm (Type 94 o Type 1) montato in una torretta posteriore. È comunque quasi certo che una simile macchina rimase interamente sulla carta.